# ريكتسيات
الريكتسيات (الاسم العلمي: Rickettsiales) هي رتبة من البكتيريا تتبع طائفة متقلبات ألفا.

## التصنيف
- الريكتسية
  - الريكتسياوية